# Usnea fragilescens
Usnea fragilescens är en lavart som beskrevs av Hav. ex Lynge. Usnea fragilescens ingår i släktet Usnea och familjen Parmeliaceae.   Inga underarter finns listade i Catalogue of Life.